# NGC 850
NGC 850 je galaksija u zviježđu Kit.

## Vanjske poveznice
- SEDS: NGC 850